# Sacarrabos
O sacarrabos, saca-rabos icnêumone, rato-de-faraó, rato-do-egipto, manguço ou escalavardo (Herpestes ichneumon) é um mangusto da Europa, Ásia e África, estimado pelos antigos egípcios por ser considerado um grande devorador de ovos de crocodilos.
Em Portugal e no resto da Península Ibérica, foi possivelmente introduzido pelos árabes entre os séculos VIII a XV. Dados arqueológicos publicados em 2018, no entanto, sugerem que a introdução possa ter sido anterior, e feita pelos Romanos.

## Descrição
O saca-rabos tem uma silhueta comprida e esguia, com uma pelagem de coloração uniforme pardacenta ou acinzentada e pêlos negros com a ponta cor de creme, os quais são bastante compridos, chegando a medir entre 6 a 8 centímetros. As patas são escuras e curtas, com cinco dedos em cada pata e garras afiadas, recurvas e não-retrácteis, que utiliza para escavar.
Tem a cauda larga na base com tufos de pêlos compridos e negros nas pontas. As orelhas são curtas e arredondadas. Um traço  emblemático desta espécie são as suas pupilas horizontais, característica um tanto excepcional entre os carnívoros. Além do mais,  apresenta grandes glândulas anais , com duas aberturas.
Só de corpo, mede entre 48 e 60 centímetros; sendo que a cauda mede entre 33 e 54 centímetros. Pode pesar entre um quilo e setecentos gramas a 4 kg.